# Euklideszi geometria
A görög tudósok az egyiptomi geométerek – földmérők – tapasztalatainak rendszerezésével olyan tudományt alkottak, amelyet ma geometriának nevezünk. Az Eukleidész munkájában (Elemek) ránk hagyományozott rendszer kétezer évig a világnézet egyik pillérének számított: feltételeztük, hogy az univerzum tapasztalati tere pontosan olyan szerkezetű, mint az euklideszi elmélet által leírt absztrakt tér. A rá épülő geometriát nevezzük euklideszi geometriának.

## Euklideszi párhuzamosság
Eukleidész az Elemek I. könyvében definiálja az egyenesek párhuzamosságát:
Két egyenest párhuzamosnak nevez, ha azok egy síkban fekszenek és mindkét irányban meghosszabbítva nem metszik egymást. (I.23. definíció) E definíciót használva bizonyítja be, hogy két egyenes párhuzamos akkor, ha egy harmadik metszővel egyenlő váltószögeket alkot (I.27. tétel), de akkor is, ha a metszőnek ugyanazon az oldalán a megfelelő szögek egyenlők vagy a két belső szög összege két derékszög (I.28. tétel).
Ennek a tételnek a megfordítását mondja ki az I. könyvben az 5. posztulátum:
Ha egy egyenes úgy metsz két egyenest, hogy az egyik oldalán keletkező belső szögek összege kisebb két derékszögnél, akkor e két egyenes a metszőnek ezen oldalán meghosszabbítva metszi egymást.
A párhuzamosok euklideszi elmélete az első könyv néhány tételében válik teljessé:
- I.30. tétel: Ugyanazzal az egyenessel párhuzamosak egymással is párhuzamosak.
- I.31. tétel: Egy adott egyenessel egy külső ponton át (csak egy) párhuzamos húzható.[3]

- I.33. tétel: Két párhuzamos és egyenlő szakasz végeit összekötő szakaszok is párhuzamosok és egyenlők.

A párhuzamosok euklideszi elméletének következményei közül a legismertebb a háromszögek szögeinek összegére vonatkozó tétel, mely csak az euklideszi geometriában érvényes.

## Távolságvonal
Már Eukleidész első kommentátorainak feltűnt, hogy az 5. posztulátum nem magától értetődő, nem olyan, amit bizonyítás nélkül el lehetne fogadni, s ezért megkísérelték levezetni. Feltevésüket igazolandó próbálkoztak azzal is, hogy a párhuzamosok euklideszi definícióját más fogalmazásokkal helyettesítsék. Ám ezek az alternatív definíciók és axiómák nem vezettek ellentmondáshoz.
Proklosz (i.sz. 410 - 485) a Megjegyzések Eukleidész első könyvéhez  c. munkájában megemlíti Poszeidoniosz (i.e. I. sz.) javaslatát, hogy
nevezzük párhuzamosnak a két egysíkú és egymástól egyenlő távolságban haladó egyenest.
Az említett I. 33. tételből levezethető, hogy az euklideszi párhuzamosok ekvidisztáns – egyenközű – vonalak. Tehát a javasolt definíció és az euklideszi párhuzamosság nincsenek ellentmondásban, de külön kell őket választani. Proklosz analógiaként említi a hiperbola és a konhoisz aszimptotáját, amellyel Eukleidész szerint a görbe párhuzamos – sohasem metszi azt – de Poszeidoniosz felfogása szerint nem – közeledik hozzá.
Proklosz megítélése szerint ez a tény az egész geometriában a legnagyobb paradoxon.
Bolyai János a nemeuklideszi geometria felépítése során a távolságvonalat, mint az egyenestől egyenlő távolságban lévő pontok mértani helyet hiperciklusnak nevezi el, ezzel is kiemelve, hogy az nem egyenes.

## A határkör
Az euklideszi párhuzamosság kevéssé közismert következménye, hogy ha egy egyenest érintő kör középpontját az egyenestől minden határon túl eltávolítjuk, akkor a kör határhelyzete az adott érintő egyenes lesz. Azonban az így létrejövő végtelen sugarú határkör a hiperbolikus síkon nem egyenes. Bolyai paraciklusnak, Lobacsevszkij horociklusnak nevezte el. A határkört egy „sugara” körül megforgatva a határgömböt kapjuk, mely csak az euklideszi térben sík, a hiperbolikus térben paraszféra-horoszféra néven ismerjük.

## Eltérések
Amíg a XIX. századi kutatások nem mutattak rá az euklideszitől különböző geometriai rendszerek lehetőségére, addig az „euklideszi” jelzőnek nem volt értelme, akkor ez volt „A geometria”. Ma az euklideszi geometria csak a lehetséges geometriai rendszerek egyike. A legfontosabb eltérések a párhuzamossággal kapcsolatosak, s mint fentebb részleteztük az egyenes bizonyos jellegzetességei és még néhány tétel (tulajdonság) különbözteti meg a többi geometriai rendszertől. Ezek többségét természetesnek vesszük, holott más axiómákra épített rendszerekben az ellenkezőjük igaz. Ilyenek például:
- Csak az euklideszi geometriában vannak hasonló idomok. Más rendszerekben a háromszögek szögeinek összege az idom méreteitől függ, tehát a hasonlóság értelmét veszti.
- Akármilyen nagy területű háromszögek (idomok) léteznek. (A Bolyai-Lobacsevszkij geometriában van maximális méretű háromszög.)
- Ha egy egyenes két (euklideszi) párhuzamos egyikét metszi, akkor a másikat is.
- Ha az euklideszi sík egyik félegyenese párhuzamos egy másik egyenessel, akkor a komplementere is párhuzamos ugyanazzal az egyenessel. (A nemeuklideszi párhuzamosok csak „egyik irányban” azok.)
- Az euklideszi síkban egy egyeneshez egy külső ponton át egyetlen párhuzamos (nem metsző) húzható. (Az elliptikus síkon egy sem, a hiperbolikus síkon két párhuzamos és végtelen sok nem metsző.)
- Egy konvex szögtartomány bármely pontján át húzható olyan egyenes, amelyik a szög mindkét szárát metszi.